# Where Is Our Love Song
Where Is Our Love Song é uma canção do cantor americano, Stevie Wonder com a participação do guitarrista e músico Gary Clark Jr. Foi lançada em 13 de Outubro de 2020 após um hiato de 11 anos sem lançar músicas autorais.

## Antecendentes
Wonder deu uma entrevista coletiva virtual em 13 de outubro, durante a qual disse: “Vou fazer algo hoje que nunca fiz antes.” e fez três anúncios importantes. Anunciou que rompeu com a gravadora Motown, que estava abrindo sua própria gravadora "So What The Fuss Music" e que estaria lançando duas novas canções.[carece de fontes?]

## Lançamento
"Where Is Our Love Song" foi lançada simultaneamente com "Can't Put It in the Hands of Fate" em 13 de Outubro de 2020 para comemorar o aniversário de 36 anos de seu filho Mumtaz Morris.

## Composição
"Where Is Our Love Song"  é uma canção de protesto e fala sobre esperança e unidade.
Wonder disse que começou a escrever a canção quando tinha 18 anos. “Então veio este ano”, disse ele, “com toda a confusão e todo o ódio e todo o oriente contra o ocidente, esquerda contra a direita. É apenas uma pausa difícil.
Em entrevista ao portal Stereogum declarou:
| “ | Nestes tempos, estamos ouvindo os chamados a ação mais emocionantes em forma de música, porque nossa nação e o mundo precisam acordar e perceber que precisamos de amor, paz e unidade. | ” |

## Faixas e formatos
| Download Digital |                                                           |         |  |
| N.º              | Título                                                    | Duração |  |
| 1.               | "Where Is Our Love Song" (participação de Gary Clark Jr.) | 3:37    |  |

## Desempenho nas tabelas musicais

### Posições
| Tabela musical (2020)                        | Melhor posição |
| -------------------------------------------- | -------------- |
| Estados Unidos (Adult R&B Songs) (Billboard) | 27             |

## Histórico de lançamento
| País           | Data                  | Formato                     | Gravadora                                |
| -------------- | --------------------- | --------------------------- | ---------------------------------------- |
| Mundo          | 13 de Outubro de 2020 | Download digital, streaming | So What The Fuss Music, Republic Records |
| Estados Unidos | 16 de Outubro de 2020 | Radio Urban AC              | So What The Fuss Music, Republic Records |